# Симфонія № 6 (Шостакович)
Симфонія № 6 сі мінор, тв. 54 — симфонія Дмитра Дмитровича Шостаковича, написана в 1939 році. Вперше виконана 21 листопада 1939 року в Ленінградським філармонічним оркестром під керуванням Є.Мравінського. Перший запис цієї симфонії був здійснений Філадельфійським оркестром під керуванням Л. Стоковського в 1940 році.
Симфонія 3-х-частинна:
1. Largo
2. Allegro
3. Presto

Тривалість — близько 30 хвилин.
Написана для потрійного складу симфонічного оркестру.